# Lawrie-Gletscher
Der Lawrie-Gletscher ist ein Gletscher an der Graham-Küste des Grahamlands auf der Antarktischen Halbinsel. Er mündet zwischen Mount Genecand und dem Mezzo Buttress in die Barilari-Bucht.
Teilnehmer der British Graham Land Expedition (1934–1937) unter der Leitung des australischen Polarforschers John Rymill kartierten ihn. Das UK Antarctic Place-Names Committee benannte ihn 1959 nach Robert Lawrie (1903–1982), einem britischen Spezialisten für Alpin- und Polarausrüstung.